# NHK
NHK (japonsky: 日本放送協会; Nippon Hōsō Kyōkai) je japonská veřejnoprávní vysílací společnost se sídlem v Shibuya, Tokio.
NHK provozuje dva pozemní televizní kanály (NHK General TV a NHK Educational TV), čtyři satelitní televizní kanály (NHK BS 1 a NHK BS Premium a dva televizní kanály s ultra vysokým rozlišením - NHK BS 4K a NHK BS 8K) a tři rádiové sítě (NHK Radio 1, NHK Radio 2 a NHK FM).
NHK také poskytuje mezinárodní vysílací službu, známou jako NHK World-Japan. NHK World-Japan se skládá z NHK World TV, NHK World Premium a krátkovlnné rádiové služby Radio Japan (RJ). World Radio Japan také zpřístupňuje některé své programy na internetu.

## Kontroverze ohledně koncesionářských poplatků
Stejně jako v Česku za Českou televizi, i v Japonsku se za NHK platí koncesionářské poplatky. Poplatky se pohybují v přepočtu mezi 2 500 - 5 000 Kč ročně (cena se liší na Okinawě, a také podle zvoleného tarifu). To se však Japoncům nelíbí, protože poplatek musí platit všechny domácnosti, jež vlastní televizi, i když NHK vůbec nesledují. Dokonce se poplatek vztahuje i na počítače, které mají tuner a na mobilní telefony, které mohou signál zachytit.
Kritici tvrdí, že je poplatek nespravedlivý, zejména v době, kdy se stále více lidí obrací k internetovým streamovacím službám, jako jsou Netflix, Amazon Prime nebo YouTube, a televizní programy (včetně NHK) už vůbec nesledují. Pokud domácnost neplatí koncesionářský poplatek, NHK vyšle speciální neodbytné zaměstnance, aby poplatek vymáhali.
Japonský politik Tačibana Takaši (japonsky 立花孝志; Tachibana Takashi), který sám v NHK pracoval po dobu 20 let, využil příležitosti a vytvořil populistickou pravicovou politickou stranu jménem „Strana na ochranu lidí před NHK“ (japonsky NHKから国民を守る党), která byla výlučně pro snížení těchto poplatků a pro zavedení mírnějších pravidel.
Využívala kreativní strategie, jako například distribuci samolepek, které odrazovaly zmíněné vymahače koncesionářských poplatků. Kdo tuto samolepku vlastnil, bylo jasné, že vymáhání nebude mít žádný smysl. Samolepka obsahovala i osobní telefonní číslo na předsedu strany Tačibanu.
Tyto vynikajicí strategické kroky mu v červenci 2019 pomohly získat přízeň obyvatelstva, přes milion hlasů a vyhrát místo v Sněmovně poradců. Slogan jeho strany rezonoval především u mladších voličů.
Později však kroky politické strany začaly být dosti kontroverzní a neetické. V radikálním kroku Tačibana zveřejnil zacenzurované osobní údaje zákazníků NHK na YouTube, přičemž požadoval schůzku s vedením NHK. Pokud vedení NHK odmítne schůzku zrealizovat, osobní údaje budou zveřejněny (osobní údaje byly falešné). Tento trestný čin zneužití osobních údajů vedl k jeho odsouzení a podmíněnému trestu, což znamenalo začátek jeho problémů.
Tačibana pokračoval v kontroverzních spojeních a erratickém vedení, což vedlo k rozdělení jeho strany. Jeden z jeho nejvážnějších přešlapů bylo, když v televizi otevřeně propagoval genocidu jako řešení přelidnění - což pro stranu, která cílí na snížení poplatků za veřejnoprávní televizi je nadmíru nevhodné. Těmito přešlapy naprosto pohřbil svou mnohaletou snahu se v Japonsku prosadit.
Když byl nucen rezignovat, učinil chybný krok, když jmenoval dětskou herečku jménem Ajaka Ocu (japonsky 大津 綾香; Otsu Ayaka) novou předsedkyní strany. To vedlo k dalším skandálům a ztrátě kontroly nad stranou. V zoufalé snaze zůstat relevantní, Tačibana vyslal 24 kandidátů do voleb, aby využil speciální politický reklamní prostor k propagaci jeho strany (NHK je ze zákona povinna vyhradit dva 6minutové bloky pro projev kandidátů), což se opět obrátilo proti němu. Veřejná nevole vůči jeho taktikám a negativní vnímání jeho metod způsobily další kritiku, která podkopala jeho politický vliv vůči veřejnoprávní televizi.